# Hans Moser (équitation)
Pour les articles homonymes, voir Hans Moser.
Hans Moser, né le 19 janvier 1901 à Oberdiessbach et mort le 18 novembre 1974 à Thoune, est un cavalier suisse de dressage et de concours complet.

## Carrière
Hans Moser participe aux Jeux olympiques d'été de 1936 à Berlin : il se classe 22e en dressage individuel avec son cheval Revue et 22e en concours complet sur Sergius.
Il est aussi présent aux Jeux olympiques d'été de 1948 à Londres sur sa monture Hummer ; il est sacré champion olympique de dressage individuel.